# Armenien vid världsmästerskapen i friidrott 2009
Armenien deltog vid Världsmästerskapen i friidrott 2009 i Berlin.

## Deltagare

### Herrar
| Gren  | Namn          |
| Spjut | Melik Janoyan |

### Damer
| Gren  | Namn           |
| 100 m | Ani Khachikyan |